# Parayasa margherita
Parayasa margherita är en insektsart som beskrevs av William Lucas Distant. Parayasa margherita ingår i släktet Parayasa och familjen hornstritar. Inga underarter finns listade i Catalogue of Life.